# ロアーク
ロアーク(Roäc)は、J・R・R・トールキンの中つ国を舞台とした小説、『ホビットの冒険』の登場人物。
はなれ山のからすが丘にすむ、山の大ガラス一族の頭目。ビルボとその仲間の13人のドワーフに、スマウグの死と、人間とエルフの軍勢がはなれ山の財宝を探しに来ることを伝えた。人語を話す。

## カークの息子
カークの息子ロアークははなれ山のからすが丘にすむ、山の大ガラス一族の頭目。ビルボとその仲間がはなれ山を訪れた2941年には、ロアークは153歳であり、頭は禿げあがり、よろよろと飛ぶ老ガラスだった。スマウグがはなれ山を襲い、その地に住むドワーフが離散した2770年にはかれはまだ生まれていなかったが、父カークから大ガラスの一族とドワーフの一族との友情を伝え聞いており、ツグミからドワーフたちの苦境を伝えられると、スマウグの死を知らせて、ビルボとその仲間たちを喜ばせた。

## 分別あるカラス
ロアークはまた、竜を退治したバルドが湖の町の人たちを率いて、闇の森のエルフ王の軍勢とともに、はなれ山に近づいていることを伝えた。湖の町がスマウグに破壊されたため、かれらはその補償として、ドワーフの財宝の分け前を要求する積もりだった。ロアークははなれ山周辺の住人に財宝を分け与え、融和を図るよう助言したが、ドワーフの首領トーリンは頑なになり、これを受け入れなかった。

## アーケン石の盗難
トーリンはロアークに、ダイン率いるくろがね連山のドワーフに、トーリン一党の窮状を伝えることを頼み、ロアークは若い大ガラスをくろがね連山へ送った。数日後ダインは500人のドワーフを率いてやってきたが、エルフと人間ははなれ山を包囲しており、ドワーフが囲みを通ろうとすれば、戦になることは必定だった。ロアークはふたたびトーリンに融和を願ったが、トーリンはまた拒否した。このためビルボははなれ山最大の財宝、アーケン石を旅の報酬として取り、バルドとエルフ王の陣を訪れた。これをバルドに渡すことで、戦闘を避けようとしたのである。